# Safiou Salifou
Safiou Salifou (ur. 11 sierpnia 1982 w Lama-Kara) – togijski piłkarz występujący na pozycji bramkarza.

## Kariera klubowa
Safiou Salifou jest wychowankiem klubu ASKO Kara. Debiutował tu w 2001 roku. W lecie 2003 podpisał kontrakt z innym togijskim zespołem - Dynamic Togolais. Grał w nim do 2015, czyli do końca swojej kariery.

## Kariera reprezentacyjna
Salifou w reprezentacji Togo rozegrał dotychczas 1 mecz - w 2004 roku. Wcześniej był powołany na Puchar Narodów Afryki 2002 w Mali, gdzie Togo odpadło z turnieju po fazie grupowej. On zaś nie pojawił się na boisku w żadnym meczu.